# Report 51
Report 51 è un film di fantascienza del 2013 diretto da Alessio Liguori, sviluppato, coprodotto e cosceneggiato dal regista insieme al direttore della fotografia Giuliano Tomassacci. È un thriller fantascientifico basato sulla tecnica e lo stile del found footage, interpretato da Michela Bruni, Luca Guastini, Viola Graziosi, Damiano Martina e Ann Pierssens.

## Trama
Di ritorno da una festa di laurea in una gelida notte d'inverno, quattro amici si ritrovano a dover fronteggiare un inspiegabile guasto all'automobile. Giorni dopo, grazie alle riprese effettuate con la loro videocamera, scoprono di essere stati loro malgrado testimoni di un avvistamento UFO. Con la scusa di approfondire sull'accaduto, decidono di partire per un week-end in un cascinale tra i boschi, molto vicino al luogo dello strano avvenimento. Il pretesto della ricerca di alieni per passare due giorni in compagnia, lascia presto il posto ad un'angosciante verità. Braccati e senza difesa, i ragazzi dovranno venire a patti con le loro schermaglie, le gelosie e i sentimenti malcelati per sopravvivere ad una minaccia ultraterrena.

## Produzione
Il film è girato in lingua inglese. Le riprese sono state effettuate completamente in location tra il dicembre 2010 e il gennaio 2011 in Umbria, presso la tenuta SDM Farm di Montelovesco, e in Belgio, a Doel e ad Anversa, presso il Fort Bornem e l'istituto scolastico SISA.
Per necessità di sceneggiatura e autenticità di linguaggio, gli attori hanno personalmente operato la macchina da presa per la quasi totalità del girato.

## Distribuzione
Il film ha esordito a livello internazionale il 2 ottobre 2013, quando è uscito in Giappone con distribuzione all-media su tutto il territorio, con il titolo Alien's Report. Dal 21 novembre 2013 è stato poi distribuito in Spagna da Almas Oscuras attraverso la piattaforma di video-on-demand Film.In. Sebbene ancora inedito su territorio nazionale, Report 51 è stato presentato in anteprima italiana assoluta il 1º novembre 2013, fuori concorso, nell'ambito del Trieste Science Plus Fiction Festival.
Il 24 aprile 2014 il film è uscito in Benelux in dvd e blu-ray disc, distribuito dalla Excesso Entertainment, mentre il successivo 20 aprile ha debuttato in USA e Canada su distribuzione della BayView Entertainment.

## Promozione
Una campagna virale ha anticipato la promozione ufficiale del film. Prima del lancio del teaser e del trailer; un breve estratto del lungometraggio è stato immesso in rete nel maggio del 2011 (con il film ancora in fase di post-produzione) senza alcun riferimento all'origine cinematografica del filmato e con l'unica descrizione di "real alien" ("vero alieno"). Dopo non molto la clip ha calamitato l'intesse della comunità internauta, dai semplici curiosi agli appassionati ufologi e nel giro di poche ore, anche grazie all'embedding in altri canali e siti specializzati, ha registrato un altissimo numero di visualizzazioni, alimentando un dibattito sull'autenticità della ripresa e dell'apparizione contenuta nel video. Solo a ridosso dell'uscita del trailer del film i produttori hanno svelato la derivazione filmica del video. Questo ha fatto sì che alcune testate cinematografiche abbiano coperto prima la notizia del trailer e solo successivamente quella del viral-teaser.
Il trailer e il teaser ufficiali, assieme al viral e agli embedding esterni o estranei alla produzione, hanno rapidamente raggiunto e superato il milione di visualizzazioni. Il solo trailer ufficiale lanciato nel giugno del 2011 su YouTube e sul sito ufficiale del film ha superato quella cifra.

## Colonna sonora
Lo score originale del film è stato composto da Angelo Talocci, che ha provveduto anche alla musica del trailer ufficiale. La canzone Brushed Hearts, ascoltata all'inizio del lungometraggio, è invece un brano originale (anch'esso appositamente composto per il film) scritto e interpretato da Emiliano Manzillo e Dirk Harzé, alias The Irresistible Johnsons. 
L'album del soundtrack è stato pubblicato il 3 giugno 2014, a ridosso dell'uscita nordamericana e canadese del film, dall'etichetta svedese specializzata MovieScore Media. La pubblicazione include alcuni brani inediti di musica addizionale dei The Irresistible Johnsons non utilizzati nel montaggio finale del film e la musica originale composta e diretta dal compositore francese Sébastien Damiani per La rete, cortometraggio diretto da Liguori nel 2010.